# Jakowlewo (Kaliningrad)
Jakowlewo (russisch Яковлево, deutsch Jakobsdorf, Kreis Wehlau) ist ein Ort in der russischen Oblast Kaliningrad. Er gehört zur kommunalen Selbstverwaltungseinheit Stadtkreis Tschernjachowsk im Rajon Tschernjachowsk.

## Geographische Lage
Jakowlewo liegt etwa 25 Kilometer nordwestlich von Tschernjachowsk (Insterburg) an einem Fahrweg, der von Krasnooktjabrskoje (Groß Ponnau) über Kabanowo (Pelkeninken) zur Föderalstraße A216 (ehemalige deutsche Reichsstraße 138, heute auch Europastraße 77) führt. Eine Bahnanbindung besteht nicht.

## Geschichte
Nachdem Jakob von Ponnau aus dem späteren Geschlecht der Ostaus 1394 von Ordenshochmeister Konrad von Jungingen die Handfeste für Groß Ponnau erhalten hatte, gründeten die Ponnaus mit 50 Hufen Land den Ort Jakobsdorf, für dessen Namen Jakob von Ponnau (wie auch schon bei Groß Ponnau) Pate gestanden hat. Zehn Jahre später fand der Ort erstmalige urkundliche Erwähnung. Im Jahre 1874 kam der Ort zum neu errichteten Amtsbezirk Kuglacken (heute russisch: Kudrjawzewo), der bis 1945 zum Kreis Wehlau im Regierungsbezirk Königsberg der preußischen Provinz Ostpreußen gehörte. Im Jahre 1910 zählte Jakobsdorf 59 Einwohner.
Am 1. November 1928 gab die Landgemeinde Jakobsdorf ihre Selbständigkeit auf und schloss sich mit den Landgemeinde Neu Ilischken (russisch: Bobruiskoje, nicht mehr existent) und dem Gutsbezirk Kuglacken sowie der Landgemeinde Trakischkehmen (1938–1946: Kleintraschken, nicht mehr existent) aus dem Amtsbezirk Parnehnen (heute russisch: Krasny Jar) zur neuen Landgemeinde Kuglacken zusammen.
In Folge des Krieges wurde Jakobsdorf 1945 mit dem nördlichen Ostpreußen der Sowjetunion zugeordnet. 1947 erhielt der Ort die russische Bezeichnung „Jakowlewo“ und wurde gleichzeitig dem Dorfsowjet Kamenski selski sowjet im Rajon Tschernjachowsk zugeordnet. Von 2008 bis 2015 gehörte Jakowlewo zur Landgemeinde Kamenskoje selskoje posselenije und seither zum Stadtkreis Tschernjachowsk.

## Kirche
Die Bevölkerung von Jakobsdorf war vor 1945 fast ausnahmslos evangelischer Konfession und war somit in das Kirchspiel der Kirche Plibischken (heute russisch: Gluschkowo) eingepfarrt. Es gehörte zum Kirchenkreis Wehlau (Snamensk) in der Kirchenprovinz Ostpreußen der Kirche der Altpreußischen Union. Heute liegt Jakowlewo im Einzugsbereich der neu entstandenen evangelisch-lutherischen Gemeinde in Talpaki (Taplacken), eine Filialgemeinde der Auferstehungskirche in Kaliningrad (Königsberg) in der Propstei Kaliningrad der Evangelisch-lutherischen Kirche Europäisches Russland.